# جبل مومة
مومة جبل، يقع في الجهة الشمالية الغربية من تنومة بني شهر، في منطقة عسير بالمنطقة الجنوبية الغربية للمملكة العربية السعودية، يطل من الغرب على تهامة ومن الشرق على وادي قنطان، ويبلغ ارتفاعه 2,639 م (8,658 قدم).
يمتاز بمناظره الخلابة ويعد من المنتزهات الرائعة التي يرتادها المصطافين وقت الإجازات لجمال المكان وهدوءه